# آندره لونژومویی
آندره لونژومویی نماینده لوئی نهم، پادشاه فرانسه برای مذاکره با مغولان بر سر اتحاد علیه مسلمانان و ایوبیان بود.
همزمان با مذاکرات پاپ با مغولان و ارسال هیئت‌های نمایندگی به جانب یکدیگر، لوئی نهم که هنوز در قبرس مستقر بود، در دسامبر ۱۲۴۸، دو تن از نسطوریان به نام مارک و دیوید را که از جانب ایل‌چیکدای نویان و از موصل آمده بودند، ملاقات کرد. این دو تن همراه با خود نامه‌ای از جانب فرمانده مغول آورده بودند که در آن مغولان از خواسته قبلی خود در قبال اروپاییان عقب‌نشینی کرده و خود را از حامیان و هواخواهان مسیحیان و مسیحیت معرفی کرده بودند. در این نامه ایل‌چیکدای به لوئی پیشنهاد داد که پس از فتح مصر، در آنجا مستقر شود تا وی به بغداد یورش برد. این‌چنین از لوئی مانع از رسیدن نیروهای کمکی از مصر و شام به میان‌رودان و بغداد می‌شد. لوئی در جواب نامه فرمانده مغول، هیأتی با سرپرستی آندره لونژومویی به جانب دربار گیوک خان فرستاد تا مذاکرات با مغولان را ادامه دهد اما زمانی که هیئت نمایندگی به مغولستان رسید که گیوک خان مرده بود و همسر بیوه‌اش آغول قیمش به نیابت سلطنت حکومت می‌کرد. با این حال آغول نمایندگان لوئی را مورد تکریم قرار داد اما اعلام کرد که به دلیل مشکلات خانوادگی نمی‌تواند ارتشی را به سمت غرب بفرستد. هیئت نمایندگی پس از ۳ سال به نزد لوئی بازگشت و تنها رهآورد مذاکرات وی این بود که مغولان خواستار استمرار ارتباط میان خود با مسیحیان شدند.